# 皇冠街道
皇冠街道，是中华人民共和国山東省威海市环翠区下辖的一个乡镇级行政单位。

## 行政区划
皇冠街道下辖以下地区：
皇冠社区、长峰社区、北山社区、杨家滩社区、老集社区、城子社区、沟北社区、海埠社区、宅库社区、夏家疃社区、乐天社区、河北村、张家疃村和北葛拉村。